# Klein-Genhout
Klein-Genhout is een gehucht in Nederlands Zuid-Limburg in de gemeente Beek. Het gehucht behoort tot Genhout dat ook wel aangeduid wordt met Groot-Genhout. Groot-Genhout ligt ten noordoosten van het gehucht en Kelmond in het zuidwesten. Ten noordwesten ligt de hoofdplaats van de gemeente: Beek.
Klein-Genhout ligt op de noordrand van het Centraal Plateau dat in het noorden overgaat in het lager gelegen Plateau van Graetheide en in westen overgaat in het dal van de Keutelbeek dat insnijdt op het plateau.
In het gehucht liggen de straten Kleingenhouterstraat, Printhagenstraat en de Hogeweg.
Dorpen: Beek · Genhout · Geverik · Neerbeek · Spaubeek

Buurtschappen en gehuchten: Hobbelrade · Hoeve · Kelmond · Klein-Genhout · Looiwinkel · Oude Kerk

Bedrijventerreinen: Beekerhoek · Maastricht Airport

Limburg: Steden en dorpen      Nederland: Provincies · Gemeenten